# Crooked Lake
Crooked Lake eller Krok Lake är en sjö i Antarktis. Den ligger i Östantarktis. Australien gör anspråk på området. Crooked Lake ligger 22 meter över havet. Arean är 0,92 kvadratkilometer. Den sträcker sig 3,6 kilometer i nord-sydlig riktning, och 2,0 kilometer i öst-västlig riktning.
Sjön upptäcktes 1936/1937 med hjälp av luftbilder som togs vid en expedition under ledning av den norska valfångstredaren Lars Christensen. Den fick i början det norska namnet Krokvatnet. En detaljerad uppmätning utfördes 1957/1958 av forskare från Australien. Sjön är med en yta av cirka 9 km² och ett djup av minst 150 meter en av de större kända sötvattensjöarna i Antarktis.
Vid Crooked Lake finns:
- kullen  Cones
- dalen Talg Gorge
- vattendragen Talg River och  Tierney River